# Ken’yū Sugimoto
Ken’yū Sugimoto (jap. 杉本 健勇, Sugimoto Ken’yū; * 18. November 1992 in Osaka, Präfektur Osaka) ist ein japanischer Fußballspieler.

## Karriere

### Verein
Sugimoto begann als Grundschüler beim Verein FC Ruy Ramos Vejitto mit dem Fußball. Während der Mittelschulzeit spielte er für die Jugendmannschaften des Erstligisten Cerezo Osaka, von dem er nach seinem Schulabschluss unter Vertrag genommen wurde. 2012 wurde er kurzzeitig an Tokyo Verdy 1969 ausgeliehen und spielte danach ab 2015 für Kawasaki Frontale.
Im Juli 2021 wechselte er auf Leihbasis zum Ligakonkurrenten Yokohama F. Marinos nach Yokohama. Für die Marinos absolvierte elf Erstligaspiele. Direkt im Anschluss wurde er ab Februar 2022 nach Iwata an den Erstligaaufsteiger Júbilo Iwata ausgeliehen. Am Ende der Saison 2022 musste er mit dem Verein als Tabellenletzter in die zweite Liga absteigen. Nach Vertragsende bei den Urawa Reds wurde er am 1. Februar 2023 von Iwata fest unter Vertrag genommen. Einen Monat später wurde er an den Erstligisten Yokohama F. Marinos ausgeliehen. Am Ende der Saison, in der er acht Ligaspiele bestritt, wurde er mit den Marinos Vizemeister. Die Saison 2024 wurde er an den J3-League Drittligisten Ōmiya Ardija verliehen. Für den Verein bestritt er 34 Ligaspiele. Hierbei erzielte er zehn Treffer. Am Ende der Saison 2024 feierte er mit dem Verein die Drittligameisterschaft und den Aufstieg in die zweite Liga. Nach der Ausleihe wurde er von Ōmiya am 1. Februar 2025 fest unter Vertrag genommen.

### Nationalmannschaft
Mit der japanischen Nationalmannschaft qualifizierte er sich für die Olympischen Sommerspiele 2012. Für das Nationalteam bestritt er acht Spiele.

## Erfolge
Cerezo Osaka
- Japanischer Ligapokalsieger: 2017
- Japanischer Supercupsieger: 2018

Yokohama F. Marinos
- Japanischer Vizemeister: 2023

Ōmiya Ardija
- Japanischer Drittligameister: 2024